# Alfred Rasser

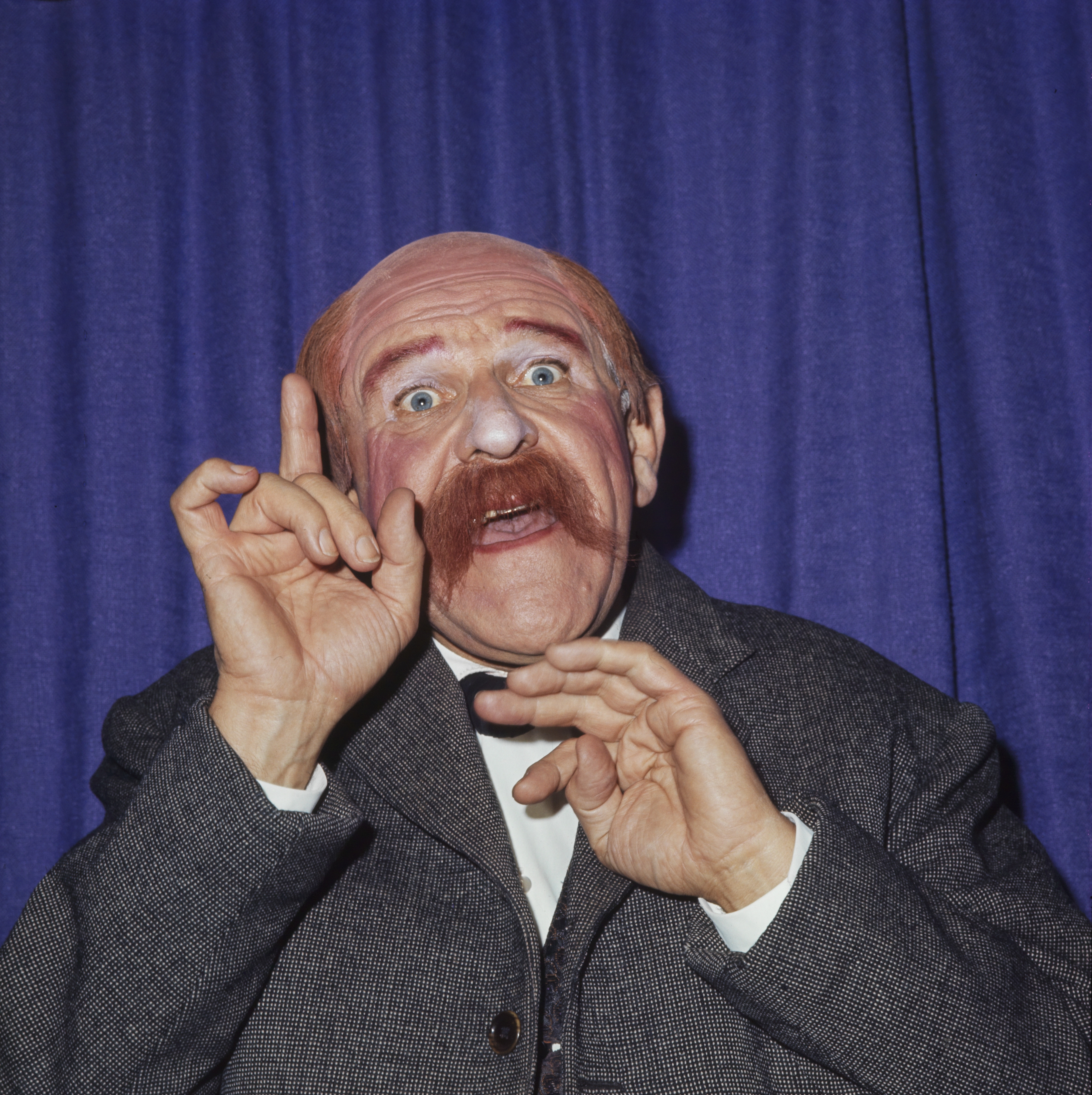
Alfred Rasser, Foto: Comet Photo, Bildarchiv der ETH Zürich, ca. 1964

Alfred Rasser (* 29. Mai 1907 in Basel; † 18. August 1977 ebenda; zunächst Franzose, ab 1917 heimatberechtigt in Basel) war ein Schweizer Kabarettist, Schauspieler und Politiker. Neben Heinrich Gretler, Max Haufler, Emil Hegetschweiler, Schaggi Streuli, Ruedi Walter und Margrit Rainer gehörte er zu den grossen Volksschauspielern der Schweiz. Berühmt wurde er durch seine Darstellung des Soldaten HD Läppli. Von 1967 bis 1975 war er Nationalrat des LdU.

## Leben
Alfred Rasser wuchs mit drei Geschwistern in Basel auf. Sein Vater war ein Maurer aus dem Elsass und starb, als Alfred 11 Jahre alt war. Nach der Schule absolvierte er von 1922 bis 1925 eine Lehre als Spediteur in Basel.

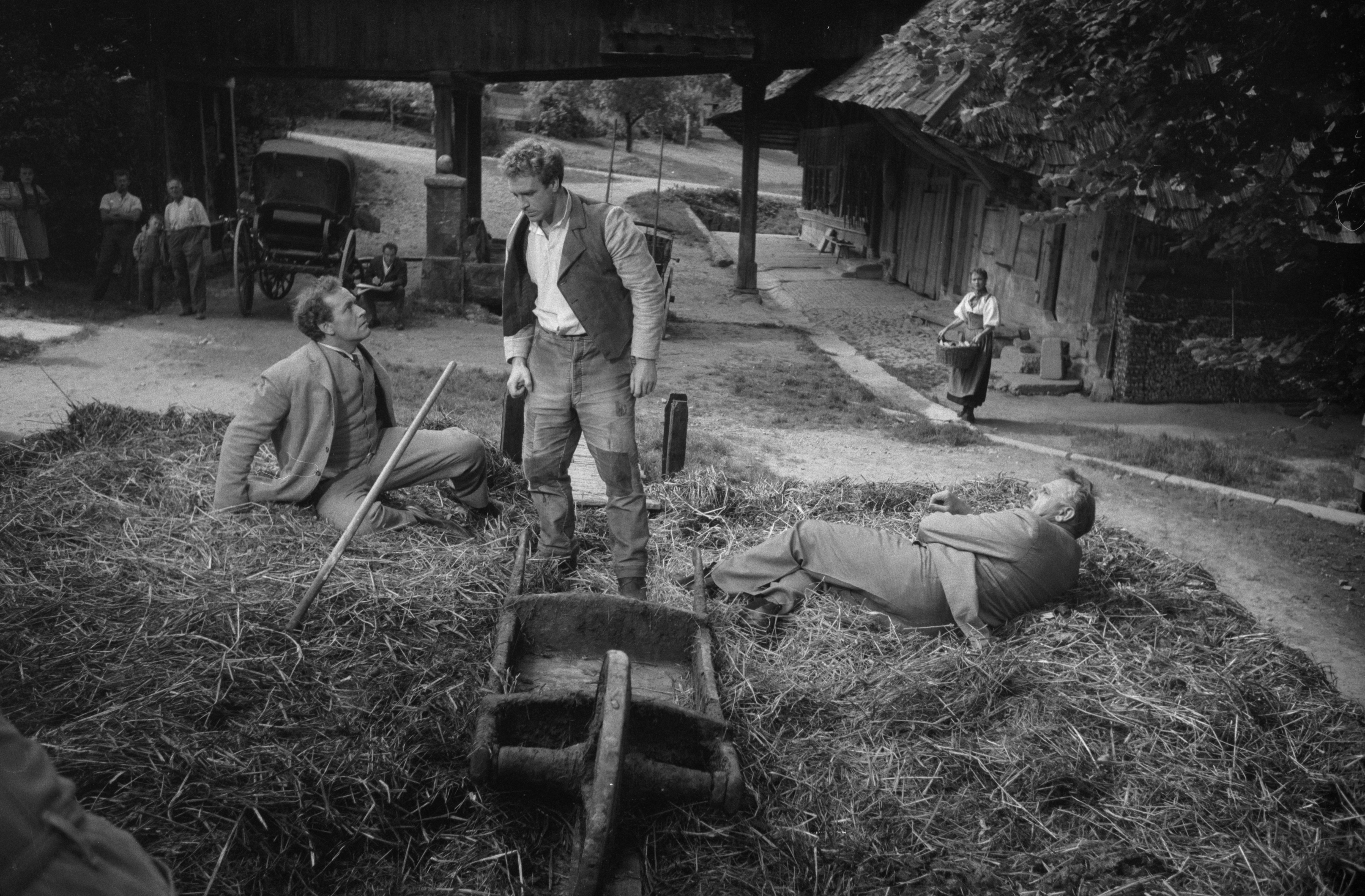
Rechts liegend Alfred Rasser, links sitzend Erwin Kohlund, stehend auf dem Misthaufen Hannes Schmidhauser im Film Uli der Pächter, Foto: Hans Gerber, Comet Photo, Bildarchiv der ETH Zürich, 1955

1928 arbeitete er für den Internationalen Hilfsdienst Liechtenstein, züchtete Hühner im Tessin und besuchte schliesslich die Schauspielschule von Oskar Wälterlin im Basler Konservatorium. Dort fand er seine Berufung. Um die dreijährige Ausbildung zu finanzieren, arbeitete er nebenbei als Buchhalter. 1930 schloss Rasser die Schauspielschule ab und gründete eine eigene Theatergruppe. Seine Tätigkeit als Buchhalter gab er auf und eröffnete ein Malergeschäft, das er fünf Jahre lang führte. 1934 kam der erste grosse Erfolg mit dem Bühnenstück John D: erobert die Welt von Friedrich Wolf. Im Kabarett Resslirytti des Exilrussen Naum Mitnik verkörperte er kurz darauf zum ersten Mal seinen Theophil Läppli, eine Schweizer Spielart von Hašeks bravem Soldaten Josef Schwejk. Mit seinem Spiel begeisterte er Publikum wie Presse.

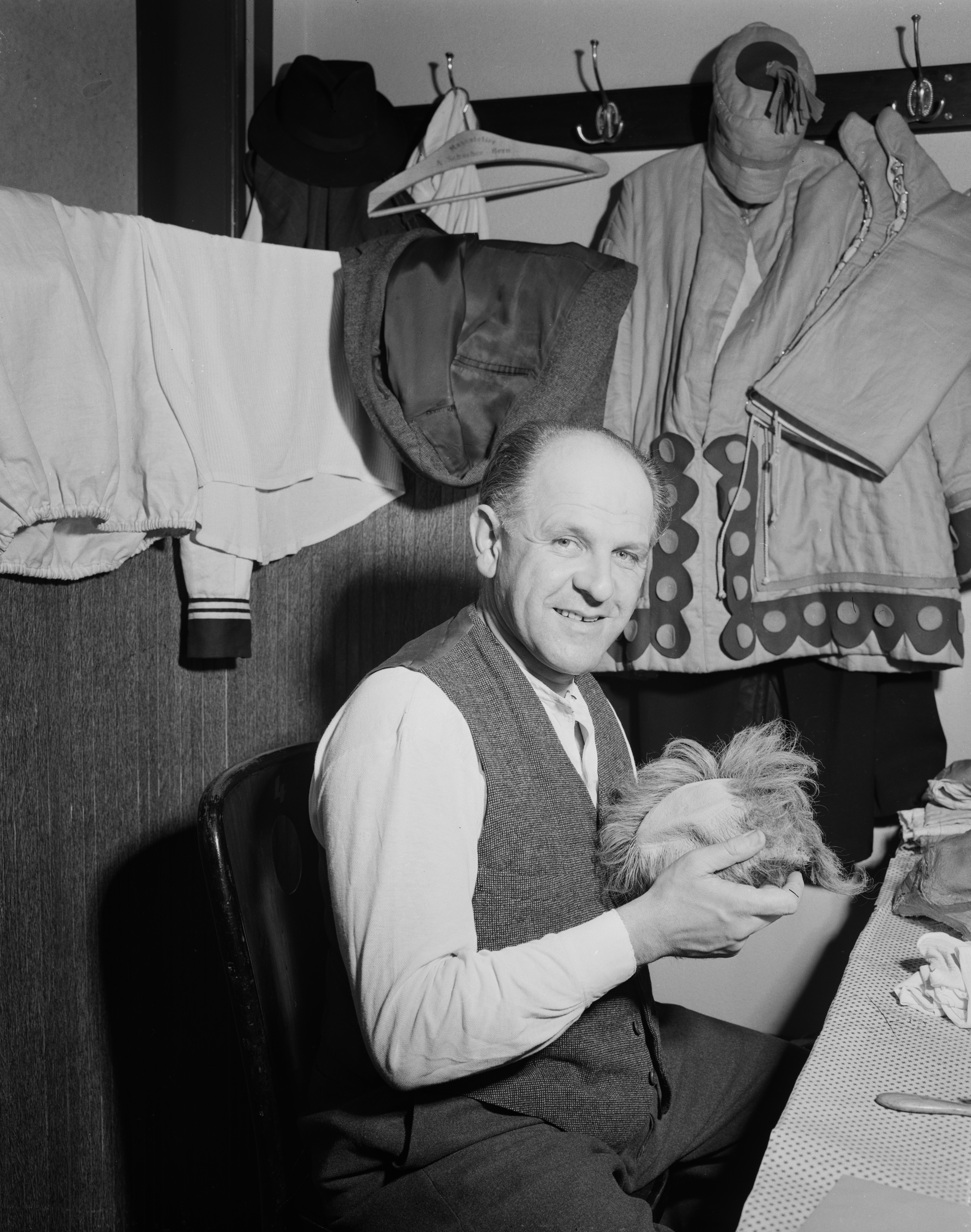
Alfred Rasser, ca. 1950–1960

1935 schloss er sich für fünf Jahre dem Cabaret Cornichon an. 1943 eröffnete er seine eigene Bühne, das Kabarett Kaktus, das bis 1951 existierte. 1954 wurde er während der Zeit des Kalten Krieges mit anderen Künstlern und Politikern zu einer Reise in die Volksrepublik China eingeladen. Dies führte im Anschluss zu Repressalien: Er wurde nicht mehr engagiert, abgeschlossene Verträge wurden aufgelöst, fast alle Theater waren ihm plötzlich verschlossen. Das Filmgeschäft war seine Rettung und brachte schliesslich die Rehabilitierung: 1954 folgte aufgrund des gewaltigen Erfolgs seiner Läppli-Figur eine Verfilmung mit dem Titel Läppli am Zoll. Diesem folgten die Filme HD-Soldat Läppli (1959) und Demokrat Läppli (1961).

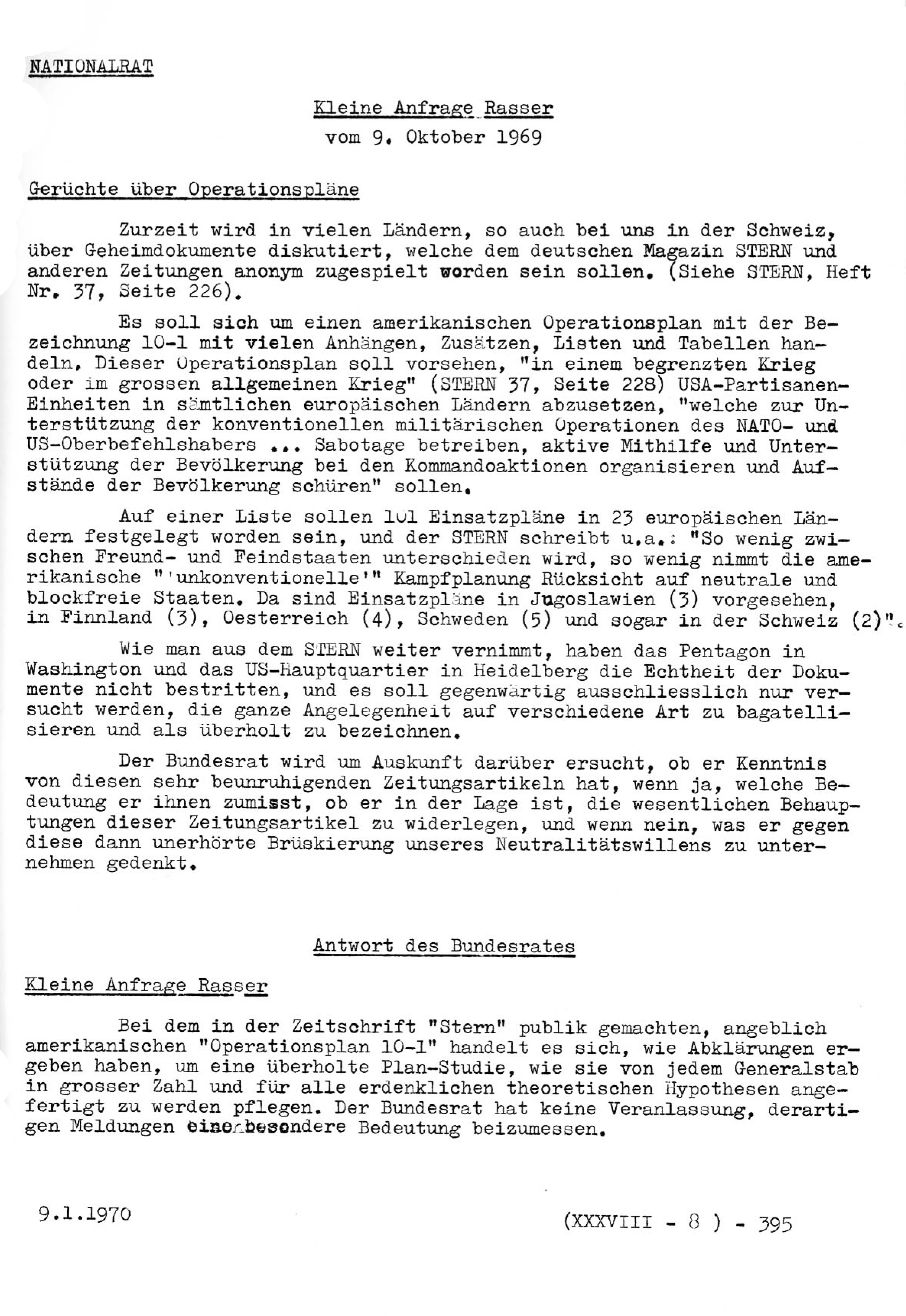
Kleine Anfrage von Nationalrat Rasser (1969)

Von 1962 bis 1976 lebte Alfred Rasser und seine Familie in Rheinfelden AG. Er war politisch aktiv und wurde 1967 für den Landesring der Unabhängigen des Kanton Aargaus in den Nationalrat gewählt, wo er für zwei Legislaturperioden blieb. Dort trat er für Frieden, soziale Gerechtigkeit und Kultur ein. Bei den Nationalratswahlen 1975 kandidierte er erfolglos für das Team 67. Danach zog sich der nunmehr 68-Jährige zurück und starb zwei Jahre später.

## Privatleben
1932 hatte Alfred Rasser Adele Schnell (1914–2003) geheiratet. Aus jener Ehe ging Sohn Roland Rasser, der ebenfalls Kabarettist wurde, hervor. Die Ehe hielt bis 1945, dann heiratete er Ninette Rossellat und hatte mit ihr drei Kinder. Neben seinem Sohn Roland Rasser arbeitet auch dessen Tochter Caroline Rasser als Schauspielerin und Kabarettistin. Sein Grab befindet sich auf dem Prominentenfeld des Friedhof am Hörnli in Riehen.

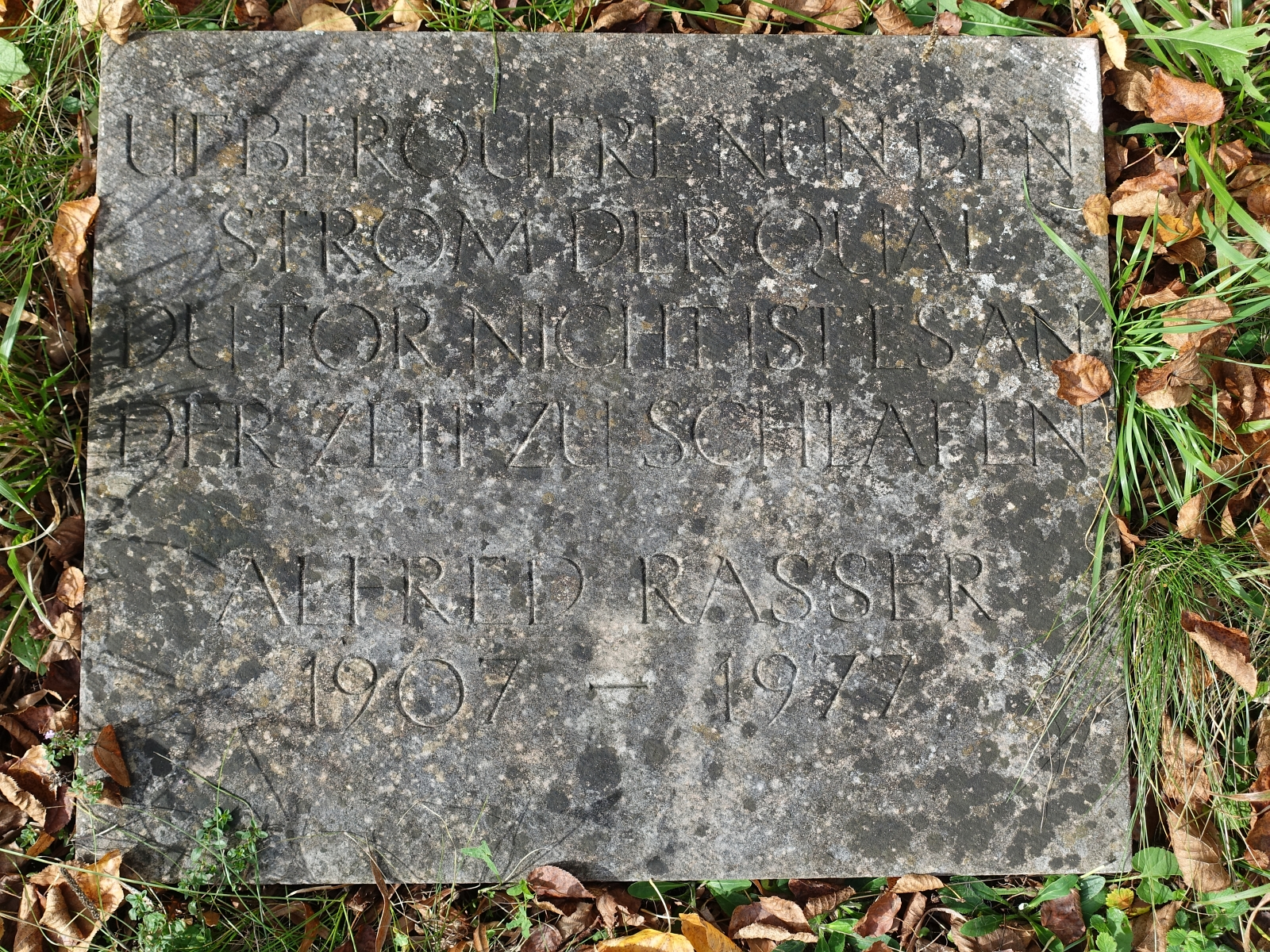
Grab, Friedhof am Hörnli

## Filmografie
- 1935: Wie sollen die schweizerischen Filmlieblinge aussehen? (Kurzfilm)
- 1936: S’Vreneli am Thunersee
- 1937: Der Glückstreffer im Autopolster (Werbekurzfilm)
- 1937: Was isch denn i mym Harem los?
- 1937: La faute de l'abbé Mouret
- 1938: Hans im Glück (Sketch)
- 1938: Füsilier Wipf
- 1940: Fräulein Huser
- 1940: Die missbrauchten Liebesbriefe
- 1941: Emil, me mues halt rede mitenand!
- 1942: Das Gespensterhaus
- 1942: De Wyberfind[5]
- 1951: Die Tat des Anderen
- 1952: Palast Hotel (Palace Hotel)
- 1952: Der fröhliche Weinberg
- 1954: Uli der Knecht
- 1954: S'Vreneli vom Eggisberg
- 1954: Läppli am Zoll (Kurzfilm)
- 1955: … Und ewig ruft die Heimat (Uli der Pächter)
- 1956: S'Waisechind vo Engelberg
- 1957: Die Angst vor der Gewalt (Der 10. Mai)
- 1960: Es geschah an der Grenze (Fernsehserie)
- 1960: HD-Soldat Läppli
- 1960: Das kleine Bundes-Gericht (Fernsehkurzfilm)
- 1960: Wilhelm Tell
- 1961: Demokrat Läppli
- 1962: Steibruch (Fernsehfilm)
- 1970: Keine Angst Liebling, ich pass schon auf
- 1970: Biografie – Ein Spiel (Fernsehfilm)
- 1970: Immer die verflixten Weiber
- 1976: Die plötzliche Einsamkeit des Konrad Steiner

## Hinter der Kamera
Spielfilm 
- 1940: Der achti Schwyzer – Drehbuch, Liedtexter
- 1942: De Wyberfind – Drehbuch, Regie, Schnitt
- 1954: Läppli am Zoll (Kurzfilm) – Drehbuch, Regie
- 1960: HD Läppli – Drehbuch, Produktionsleitung, Regie
- 1961: Demokrat Läppli – Drehbuch, Regie

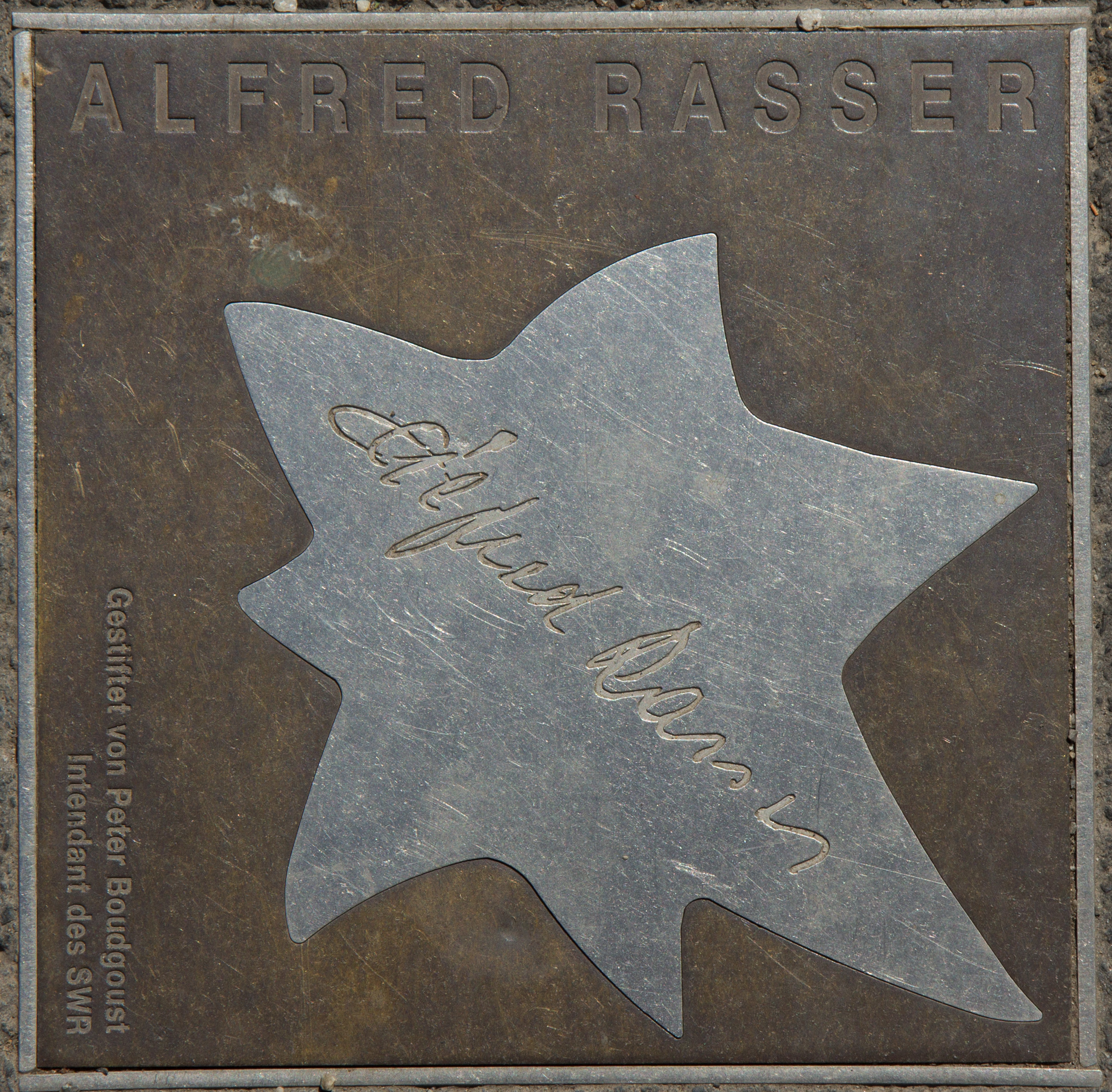
Sterne der Satire – Walk of Fame des Kabaretts in Mainz. Stern Nr. 72 von Alfred Rasser

### Medienberichte
- Paul Kretz: Kabarettist und Schauspieler, Künstler und Politiker. Vor 100 Jahren wurde Alfred Rasser geboren. Neue Zürcher Zeitung, 29. Mai 2007, OCLC 884653670 (nzz.ch [abgerufen am 26. März 2022]).
- Franz Kasperski: Alfred Rasser: «I ha my Lääbe lang nie gfolgt». Kunst- und Kultfigur Läppli. SRF, 26. Oktober 2015, abgerufen am 26. März 2022 (Schweizer Hochdeutsch).
- Andreas Schwald: Er ist wieder da: HD Läppli kommt nach drei Jahrzehnten auf die Bühne zurück. Kultur-Ikone. bz Basel, 29. Januar 2019, abgerufen am 26. März 2022 (Schweizer Hochdeutsch).
- Rasser – Die Basler Theater- und Kabarettdynastie, Radio SRF, 57 Min, 18. Januar 2024